# ژرژ لشچینسکی
ژرژ لشچینسکی (به آلمانی: Georg Léon Leszczyński) خاورشناس آلمانی و از پژوهشگران ادبیات فارسی بود.

## فعالیت‌های ادبی
وی زبان فارسی را نزد محمود غنی‌زاده سلماسی تکمیل کرد و مثنوی هذیان او را به صورت منظوم به آلمانی ترجمه کرده و در نشریه شرق نو منتشر ساخت و تقدیرنامه‌هایی از سوی ادبا و شاعران آلمان تقدیم وی شد. همچنین لشچینسکی از روی نسخه‌های خطی برلین دو بیتی‌های باباطاهر عریان را گردآوری کرد و هشتاد دوبیتی و یک غزل را (غیر از غزلی که در طبع هوار وجود دارد) به آلمانی ترجمه کرده‌است.